# 松藤量平
松藤 量平（まつふじ りょうへい、1979年7月6日 - ）は、日本の男性シンガーソングライター。本名同じ。鹿児島県生まれ、福岡県九州芸術工科大学（現九州大学芸術工学部）卒。血液型O型。既婚。

## 略歴
兼ねてから交流のあったH（eich）、新屋豊との出会いをきっかけにthree tight bを結成。ボーカル・ギターとして、2004年「かわらぬ愛を」でユニバーサルミュージックよりデビュー。
2007年11月にソロデビュー。
他アーティストへの楽曲提供や 平井堅、EXILE等のコーラス参加などの音楽家としての活動に加え、テレビCM等のナレーターとしても幅広く活躍。近年ではボーカルグループ アンリミテッドトーンのメンバーとしても活動している。

## ディスコグラフィー

### シングル
|                | リリース       | タイトル                        |
| -------------- | -------------- | ------------------------------- |
|                | 2007年11月14日 | 頑張って！                      |
|                | 2008年8月6日   | SUNSHINE DAY                    |
| 1st            | 2010年3月1日   | YES                             |
| 2nd            | 2010年7月6日   | CRAWL                           |
| 3rd            | 2011年         | SPIRITS / HEART / MORNING GLORY |
| 4th            | 2011年         | wonderful / masquerade / seesaw |
| コラボシングル | 2013年         | メトロ                          |

### アルバム
|      | リリース       | タイトル |
| ---- | -------------- | -------- |
| 1st  | 2009年11月1日  | R        |
| 2nd  | 2009年11月1日  | M        |
| live | 2010年11月11日 | L        |
| 3rd  | 2012年         | ten      |
| 4th  | 2012年         | 123      |
| 5th  | 2015年         | Book     |
| live | 2015年         | L2       |
| live | 2016年         | L3       |
| 6th  | 2017年         | town     |
| live | 2017年         | L4       |

### 参加作品
| リリース日     | 曲名                                                                      | 収録された作品                                                               |                 |
| 2006年4月19日  | のほほん                                                                  | as 「Sky」                                                                   | 作詞曲 共作     |
| 2006年6月7日   | 遠くまで                                                                  | as「and song」                                                               | 作詞曲          |
| 2006年6月7日   | 深呼吸                                                                    | as「and song」                                                               | 作詞曲          |
| 2006年6月7日   | カケラ                                                                    | as「and song」                                                               | 作詞曲          |
| 2006年7月26日  | ドキドキ☆ワクワク♪ / 埴之塚光邦(齋藤彩夏) いつも側に / 銛之塚崇(桐井大介) | 桜蘭高校ホスト部サントラ&キャラソン集 前編                                   | 作詞・作曲      |
| 2006年8月23日  | また明日! 冷たい夜 / 鳳鏡夜(松風雅也)                                     | 桜蘭高校ホスト部サントラ&キャラソン集 後編                                   | 作詞            |
| 2006年12月6日  | 綿の雪                                                                    | 柴咲コウ「actuality」                                                        | 作曲            |
| 2007年9月20日  | 叶うなら / 須王環(宮野真守)                                               | 桜蘭高校ホスト部 サントラ&キャラソン集                                       | 作詞            |
| 2007年10月24日 | 遠い街へと                                                                | 砂川恵理歌「笑」                                                             | 作詞曲          |
| 2007年10月24日 | おはようサン                                                              | 砂川恵理歌「笑」                                                             | 作詞曲          |
| 2007年10月24日 | 祈りを。                                                                  | 砂川恵理歌「笑」                                                             | 作詞曲          |
| 2008年7月30日  | ひかり                                                                    | 砂川恵理歌「ひかり」                                                         | 作詞            |
| 2008年2月20日  | Cry & Smile!!                                                             | 平井堅「キャンバス/君はス・テ・キ」                                          | コーラス        |
| 2008年11月26日 | LAST CHRISTMAS                                                            | EXILE「LAST CHRISTMAS」                                                      | コーラス        |
| 2008年11月26日 | 桜島（さくら）                                                            | 稼木美優「桜島（さくら）/幸せな日」                                          | 作詞曲          |
| 2008年11月26日 | Deeper                                                                    | TOKU「Love Again」                                                           | 作曲            |
| 2009年7月8日   | 七色の虹を追い越して                                                      | Unlimited tone「Try Try Try」                                                | ゲスト ボーカル |
| 2009年8月26日  | GIVE TAKE                                                                 | 中森明菜「DIVA」                                                             | 作詞            |
| 2009年8月26日  | DIVA                                                                      | 中森明菜「DIVA」                                                             | 作詞            |
| 2009年8月26日  | REVERSE                                                                   | 中森明菜「DIVA」                                                             | 作詞            |
| 2009年8月26日  | 逢えなくて                                                                | 中森明菜「DIVA」                                                             | 作詞            |
| 2009年8月26日  | X lady                                                                    | 中森明菜「DIVA」                                                             | 作詞            |
| 2009年8月26日  | HEART BREAK                                                               | 中森明菜「DIVA」                                                             | 作詞            |
| 2009年11月25日 | THE PLACE WHERE NOBODY KNOWS                                              | TOSHIMITSU KUMAKI「COSMIC WANDERER」                                         | ゲスト ボーカル |
| 2009年12月2日  | Silent Night                                                              | EXILE「愛すべき未来へ」                                                      | コーラス        |
| 2009年12月2日  | Lovers Again                                                              | EXILE「愛すべき未来へ」                                                      | コーラス        |
| 2011年3月9日   | LA・LA・LA LOVE SONG                                                      | EXILE「願いの塔」                                                            | コーラス        |
| 2011年4月20日  | 海月                                                                      | 砂川恵理歌「一粒の種のアルバム」                                             | 作詞            |
| 2014年12月3日  | SWEET RAIN                                                                | 中森明菜「オールタイム・ベスト」                                             | 作詞            |
| 2017年7月12日  | STAND UP Starter エール 〜旅立ちの歌〜                                    | 畠中祐「STAND UP」                                                           | 作詞 作詞・作曲 |
| 2018年2月21日  | おしえてョ 俺とお前のラブゲーム                                           | ひょろっと男子「おしえてョ」                                                 | 作詞            |
| 2018年8月22日  | 真夏BEAT CRUISING                                                         | 畠中祐「真夏BEAT」                                                           | 作詞            |
| 2019年3月27日  | イッサイガッサイ DO IT                                                    | 畠中祐「FIGHTER」                                                            | 作詞            |
| 2019年4月1日   | Four Leaf Ring                                                            | 四葉環(KENN)「Wonderful Octave」                                             | 作詞            |
| 2019年7月24日  | not GAME                                                                  | 畠中祐「not GAME」                                                           | 作詞            |
| 2019年8月21日  | アンブレラ                                                                | 畠中祐「TVアニメ『ナカノヒトゲノム[実況中]』「ナカノヒトゲノム[歌唱中]01」」 | 作詞            |
| 2019年10月12日 | my 10plate                                                                | 十龍之介(佐藤拓也)「Wonderful Octave」                                       | 作詞            |
| 2019年11月27日 | きみはシリウス コンポタ                                                   | ひょろっと男子「きみはシリウス」                                             | 作詞            |
| 2020年8月19日  | HISTORY                                                                   | 畠中祐「HISTORY」                                                            | 作詞            |
| 2020年10月7日  | よこはまスウィング                                                        | 西山宏太朗「CITY」                                                           | 作詞            |
| 2021年4月28日  | 風を作る                                                                  | 畠中祐「TWISTED HEARTS」                                                     | 作詞            |
| 2021年10月20日 | 未来絵 Tears Over ～この星の君と～                                        | MEZZO”「Intermezzo」                                                         | 作詞            |
| 2021年12月22日 | ひょろっとらぶ スリム・ボーイ・スリム GOOD DAY バード                     | ひょろっと男子「ひょろコレ～Hyorotto Collection～」                          | 作詞            |
| 2022年7月27日  | 恋のBANG 神ver                                                            | ZINGS「Let's ZING!」                                                         | 作詞            |
| 2022年8月17日  | まだあなたを描いてる                                                      | 畠中祐「REAL」                                                               | 作詞            |
| 2022年12月14日 | SUNRIZE                                                                   | ZOOL「Źenit」                                                                | 作詞            |
| 2023年8月31日  | 輪舞                                                                      | ZOOL「輪舞」                                                                 | 作詞            |